# Завод „М. В. Ломоносов“
Държавното индустриално предприятие „Михаил Василиевич Ломоносов“ в Плевен, по-късно Завод „М. В. Ломоносов“, е подразделение на „Учебно-техническа промишленост“ („Учтехпром“) в София и държавно предприятие от групата на научно-проектантското и производствено обединение „Напредък“ в София, подчинено на Министерството на народната просвета, днес Министерство на образованието и науката.

## История на предприятието
Заводът започва да функционира под формата на държавно индустриално предприятие през началото на 60-тте години на ХХ век. Първоначалното му регистриране е под формата на „Завод за физически уреди - Плевен“, но постепенно е допълван, в годините, с нови цехове и различен асортимент от стоки. В различните години заводът е прекръщаван – от ДИП (държавно индустриално предприятие) става ДП (държавно предприятие), после завод, след това става Пласментно-снабдително предприятие към „Учтехпром“ – София. Заводът функционира и до днес, като от 1997 г. производственият му статут е заменен и понастоящем произвежда метални изделия и конструкции.

## Производство (до 1991 г.)
Най-силните години на завода са 80-тте. Тогава той дълбоко и мащабно е специализиран в производството на учебни уреди и пособия.
Първоначално предприятието започва работа като произвежда физически (и малко единици химически) уреди за нуждите на училищата. Постепенно асортиментът се разширява.
Започва производството на по-сложни апарати за нуждите на училищата. Откриват се нови цехове. Постепенно заводът взима челно място в производството на учебни модели и препарати в източния блок. През края на 1970-тте години започва серийно производство на киномашини „Плевен“. В средата на 1970-тте на учебния пазар са пуснати първите магнитофонни ролки, размножавани в същия завод. Те съдържат магнитофонни записи, нужни за онагледяването на учебния процес. Ролките се записват в БНР, а в плевенския завод се тиражират.
Чрез дистрибуторската мрежа на „Учтехпром“ всяка произведена учебна единица пристига по клоновете, а по-късно и до всяко едно училище в страната. През 80-тте години заводът произвежда около 75% от пособията в училищата. В края на 80-тте години заводът до толкова се разширява, че се оборудва с компютърен цех, който размножава дискети. Тогава са пуснати и първите учебни касети и учебни дискети за училищата. Програмите се пишат в СУ и в СО „Програмни продукти“ – София, а се тиражират отново в плевенския завод. Понастоящем тези програмни продукти са едни от първите родни софтуерни програми. Заедно с куп други програми, заедно бележат началото на българското програмиране.

Поточно заводът затваря врати и намаля до минимум своето производство през 1991 г. През 1990 г. са пуснати последните уреди, произведени в него. В силните му години, той приема производството на неучебни материали, които позволяват производство с наличните машини. Пуснати са на пазара бояджийски пистолети, масажори и шприцове, произвеждани в „Ломоносов“. И до днес много български домакини се доверяват на старите преси за сладки, произвеждани там до началото на 90-тте години. 

### По-важни продукти
- Киномашина „Плевен“[4], „Плевен М“, „Плевен 1М“, „Плевен 1“[5][6], „Плевен 1А“ – конструирани от Николай Ненчев, Петър Георгиев и колектив
- Диапроектор „Панорама 150Д“ (кръстен на Панорамата в Плевен)[7]
- Аксесоари за серията „Плевен“ и диапроекторите „Панорама“
- Учебни магнитофонни записи (по всички предмети, с едно изключение – трудовото обучение)[8]
- Учебни касетни записи
- Екрани за прожекции
- Микроскопски препарати (стъкълца за микроскопи)
- Модели по биология (човешки скелети, мозъци, кости, уреди „Спирометър“ – за изчисляване на поетия въздух в белите дробове и др.)
- Конструктори за детските градини и началното образование (мозайки, сглобяеми конструктори, игри за началния курс, състезателни лота̀ и др.)
- Набори по физика, химия и биология
- Сбирки „Чисти вещества“ и „Окиси“
- Рамки за диапозитиви
- Миничертожни дъски (за нуждите на специалните училища)
- Програмирани дидактични игри и електроконструктори
- Апарати по химия (комбинирани, за опити с електролиза и др.)
- Набори статични модели на вещества по химия
- Почти всички нужни физични уреди за училищното оборудване (термометри, уреди за доказване законите на физиката, комплекти по механика, електротехника, електростатични машини, уреди за закон на Браун, различните раздели във физиката и изключително много други)
- Комплекти за самостоятелна работа (набори по химия и физика, оптика, електроника, механика, физиология и др.)
- Демонстрационни уреди (термометри, калориметри, амперметри, комплекти „Скорост и път“, селенови токоизправители и др.)
- Различни други материалиДиапроектор „Панорама 150Д“Киномашина „Плевен“

### Произвеждани материали
Справка в Централен държавен архив от 1986 г. за произведената продукция от предприятието, ни насочва към следната информация: за година 1986. предприятието е осъществило външен износ в размер само на 14 отраслови единици, като общата стойност на произведената продукция за износ е едва 130 хил. лева. За вътрешния пазар, обаче, предприятието е произвело 89 учебни отраслови единици, като общата стойност на произведената продукция надвишава 5 млн. лв.
Предприятието, отделно, с решение на Общинския народен съвет – Плевен, приема производство на бояджийски пистолети, помпи за бира, преса и шприц за сладки, макара за риболов, спиртни лампи и тренажори, които единствени са влизали като чиста печалба в предприятието. Общата стойност от тези продукти е близо 900 хил. лева.
Освен добавените, предприятието се е кооперирало и с няколко други, като продукцията, която е произведена, благодарение на съвместното производство, надхвърля 4 милиона, при само 9 отраслови единици.
Трябва отново да уточним, че тази информация важи само за годината 1986 г., но вероятно подобна сума се е отчитала всяка година с разлика от 5 до 10 хил. лева.
Сумата от произведените учебни уреди и материали е фиктивна, защото продукцията, предназначена за училищата, се е приемала безвъзмездно от самите институции. Средствата, които е влагала държавата за да произведе предприятието тези 89 вида продукти, е около 983 хил. лева (близо 1 милион лв.).
Най-скъпия продукт, произвеждал заводът, е киномашина "Плевен 1", която през 1986 г. е струвала 930 лв. Само цената на обектива (който е бил вносен) е била 50 лв. Друг скъп уред е бил автоматичният диапроектор „Панорама“ 150 Д, който е струвал 286 лв. Произведената бройка автоматични диапроектори е 3294 бр., а киномашини 335 бр. (Отново отчитаме, че данните са за 1986 г.)